# Peter Schep
Pieter Otto Schep, detto Peter (Lopik, 8 marzo 1977), è un ex pistard ed ex ciclista su strada olandese.

## Palmarès

### Pista
- 2003

Campionati olandesi, Scratch
- 2004

Campionati olandesi, Corsa a punti
1ª prova Coppa del mondo 2004-2005, Corsa a punti (Mosca)
- 2006

Campionati del mondo, Corsa a punti
Sei giorni di Amsterdam (con Danny Stam)
- 2007

4ª prova Coppa del mondo 2006-2007, Americana (Manchester, con Jens Mouris)
Campionati europei, Americana (con Jens Mouris)
1ª prova Coppa del mondo 2007-2008, Americana (Sydney, con Jens Mouris)
- 2008

Campionati olandesi, Americana (con Wim Stroetinga)
- 2009

Sei giorni di Rotterdam (con Joan Llaneras)
- 2010

Campionati olandesi, Americana (con Theo Bos)
Sei giorni di Gand (con Iljo Keisse)
Campionati olandesi, Scratch
- 2011

Campionati europei, Derny
- 2012

Sei giorni di Rotterdam (con Wim Stroetinga)
Sei giorni di Brema (con Robert Bartko)
Sei giorni di Zurigo (con Kenny De Ketele)
- 2013

Sei giorni di Brema (con Roger Kluge)

### Strada
- 1995 (Juniores)

2ª tappa, 2ª semitappa Driedaagse van Axel (Axel > Axel)
- 2000 (AXA Cycling Team, una vittoria)

6ª tappa Olympia's Tour (Nieuwleusen > Bedum)
- 2003 (AXA Cycling Team, una vittoria)

3ª tappa OZ Wielerweekend
- 2006 (Ubbink-Syntec Cycling Team, due vittorie)

Omloop van de Glazen Stad
Parel van de Veluwé
- 2007 (Ubbink-Syntec Cycling Team, una vittoria)

2ª tappa Ronde van Midden-Brabant (Dongen > Dongen)
- 2010 (Koga Cycling Team, una vittoria)

4ª tappa Trois Jours de Cherbourg (Équeurdreville-Hainneville > Cherbourg-Octeville)
- 2012 (Koga Cycling Team, una vittoria)

Ronde van Zuid-Oost Friesland

#### Altri successi
- 1999 (Rabobank TT3, una vittoria)

4ª tappa Olympia's Tour (Almere, cronosquadre)
- 2005 (Axa Cycling Team)

Criterium Borculo
- 2006 (Ubbink-Syntec Cycling Team)

Omloop om Schokland

## Piazzamenti

### Competizioni mondiali
- Campionati del mondo su pista

Manchester 1996 - Inseguimento a squadre: 8º
Berlino 1999 - Inseguimento a squadre: 12º
Manchester 2000 - Inseguimento a squadre: 5º
Anversa 2001 - Inseguimento a squadre: 7º
Copenaghen 2002 - Inseguimento a squadre: 7º
Melbourne 2004 - Inseguimento a squadre: 4º
Los Angeles 2005 - Corsa a punti: 11º
Los Angeles 2005 - Inseguimento a squadre: 2º
Bordeaux 2006 - Corsa a punti: vincitore
Bordeaux 2006 - Inseguimento a squadre: 4º
Palma di Maiorca 2007 - Americana: 2º
Palma di Maiorca 2007 - Inseguimento a squadre: 7º
Palma di Maiorca 2007 - Corsa a punti: 8º
Manchester 2008 - Inseguimento a squadre: 8º
Manchester 2008 - Corsa a punti: 3º
Manchester 2008 - Americana: 10º
Ballerup 2010 - Corsa a punti: 2º
Ballerup 2010 - Americana: 11º
Apeldoorn 2011 - Corsa a punti: 6º
Apeldoorn 2011 - Americana: 3º
Melbourne 2012 - Inseguimento a squadre: 8º
Melbourne 2012 - Corsa a punti: 14º
Melbourne 2012 - Americana: 7º
Minsk 2013 - Americana: 12º
- Giochi olimpici

Atlanta 1996 - Inseguimento a squadre: 12º
Atene 2004 - Corsa a punti: 7º
Pechino 2008 - Corsa a punti: 20º
Pechino 2008 - Americana: 8º

### Competizioni europee
- Campionati europei su strada

Lisbona 1999 - Cronometro Under-23: 38º
- Campionati europei su pista

Ballerup 2006 - Americana: 2º
Alkmaar 2007 - Americana: vincitore
Alkmaar 2008 - Americana: 5º
Gand 2009 - Americana: 3º
Pruszków 2010 - Americana: 9º
Apeldoorn 2011 - Americana: 13º
Montichiari 2011 - Derny: vincitore
Montichiari 2012 - Derny: 3º